# Mahmoud Hesabi
Mahmoud Hesabi persiska: محمود حسابی, född 23 februari 1903 i Teheran, Persien, död 3 september 1992 i Genève, var en iransk fysiker och politiker. Han var utbildningsminister i premiärminister Mohammad Mosaddeqs regering mellan 1951 och 1952.

## Karriär
Hesabi föddes i Teheran som son till ämbetsmannen Abbas Hesabi och Gouhar Shad Hesabi. Föräldrarna kom från staden Tafresh i provinsen Markazi i centrala Persien. När han var fyra år flyttade familjen till Beirut där Hesabi 1922 avlade en ingenjörsexamen vägteknik vid American University of Beirut. Han reste därefter till Paris där han fortsatte sina studier vid École Superieure d'Electricité och 1927 doktorerade i elektroteknik vid Sorbonne. I Frankrike samarbetade han med den framstående fysikern Aimé Cotton. Han mottog under slutet av sitt liv den franska Hederslegionen för sitt vetenskapliga arbete på fysikens område.
På 1930-talet återvände Hesabi till Iran där han utsågs till prefekt för den nygrundade Tekniska fakulteten vid Teherans universitet. Han var aktiv i Akademien för persiskt språk och litteraturs arbete med att introducera modern vetenskaplig terminologi och på universitetet grundlade han nya läroplaner och metodik inom ett flertal tekniska och vetenskapliga ämnen. Han knöt kontakt med den amerikanske fysikern Albert Einstein och besökte denne i Princeton 1947. De diskuterade framtida forskningssamarbete men Hesabi var inte student till Einstein vilket det ryktats om. Efter nationaliseringen av Irans oljeindustri utnämndes han till styrelseledamot i det nyinrättade nationella oljebolaget som ersatte Anglo-Iranian Oil Company. I december samma år ersatte han Karim Sanjabi som utbildningsminister i Mosaddeqs regering. 1957 blev han ledamot av Irans senat. Mellan 1961 och 1969 var Hesabi Irans representant i Förenta Nationernas kommitté för fredlig utforskning av rymden.
Hesabi behärskade flera språk flytande, däribland franska, engelska, tyska och arabiska. 
Ett år efter Hesabis död omvandlades hans hem i Tajrish i norra Teheran till ett vetenskapligt institut och museum i hans namn. Boulevarden utanför hans hem blev uppkallad efter honom och fick namnet "Dr. Hesabigatan".

## Professor Mahmoud Hesabis mausoleum i Tafresh
Mahmoud Hesabi begravdes i sin familjegrav i föräldrarnas hemstad Tafresh. Hans mausoleum omvandlades senare till ett museum.

## Vetenskapliga verk i urval (på engelska)
- Hessaby M. (1947). ”Continuous Particles”. Proceedings of the National Academy of Sciences of the United States of America 33 (6):  sid. 189–194. doi:10.1073/pnas.33.6.189. Bibcode: 1947PNAS...33..189H. http://www.ncbi.nlm.nih.gov/pubmed/16588741.
- Hessaby M. (May 1948). ”Theoretical Evidence for the Existence of a Light-Charged Particle of Mass Greater than That of the Electron”. Phys. Rev. 73 (9=):  sid. 1128. doi:10.1103/PhysRev.73.1128. https://doi.org/10.1103/PhysRev.73.1128.